# Антипов, Алексей Иванович
Алексе́й Ива́нович Анти́пов (1833—1913) — российский геолог и горный инженер. Брат горного инженера А. И. Антипова (1824—1887). Двоюродный брат композитора П. И. Чайковского.

## Биография
Родился в 1833 году на Дедюхинском заводе Соликамского уезда Пермской губернии.
Окончил Институт Корпуса горных инженеров и был командирован на Южный Урал.
Совместно с Н. Г. Меглицким впервые охарактеризовал основные черты его геологического строения. Обследовал состояние горной промышленности России.
В 1857 году исследовал Печорский край.
Когда был управляющим горнозаводской частью Области Войска Донского, подробно исследовал каменноугольные отложения Донецкого бассейна, организовал горное управление, музей, лабораторию.
Затем переведён на службу в Санкт-Петербург.
В 1881 году по его проекту были преобразованы горные управления в Алтайском и Нерчинском округах.
С 1885 года состоял членом Горного совета и Горного учёного комитета.
После выхода в отставку в декабре 1888 года переехал в Кострому, где Антиповы купили дом на пересечение улиц Покровская и Никольская (ныне Энгельса и Свердлова, 23/58а). С 1895 года он вернулся на службу и вышел в отставку по болезни в начала 1900-х годов. В 1904 году его жена, Прасковья Дмитриевна, подала прошение о назначении «опеки над личностью и имуществом страдающего расстройством умственных способностей» супруга. В 1907 году Прасковья Дмитриевна пожертвовала Российскому минералогическому обществу, действительным членом которого был её муж, как вечный вклад капитал в 2500 рублей, на проценты с которого каждые два года должна была выдаваться золотая медаль имени А. И. Антипова, присуждаемая за сочинения на русском языке по минералогии, геологии и палеонтологии.
Умер в 1913 году.

## Семья
С 26 апреля 1868 года был женат на Прасковье Дмитриевне Купреяновой (1848—1918) — дочери предводителя дворянства Солигаличского уезда Дмитрия Сергеевича Купреянова (1805—1869) и внучке костромского губернского предводителя дворянства С. Ф. Купреянова (1769—1854).